# Lisco
Lisco – jednostka osadnicza w Stanach Zjednoczonych, w stanie Nebraska, w hrabstwie Garden.